# Drapeau d'Aurigny
 (septembre 2024).
Si vous disposez d'ouvrages ou d'articles de référence ou si vous connaissez des sites web de qualité traitant du thème abordé ici, merci de compléter l'article en donnant les références utiles à sa vérifiabilité et en les liant à la section « Notes et références ».

Drapeau de l'île d'Aurigny.

Le drapeau d'Aurigny est l'étendard officiel de l'île d'Aurigny située dans l'archipel des îles Anglo-Normandes. L'île d'Aurigny est une dépendance du bailliage de Guernesey.

## Description
Le drapeau montre une Croix de saint Georges rouge sur un fond blanc avec en son centre le blason d'Aurigny  représenté par un lion d'or rampant tenant un rameau et portant une couronne d'or et de gueules, sur fond vert (sinople) cerné d'une bordure d'or. 

## Historique
Le drapeau d'Aurigny fut adoptée officiellement le 20 décembre 1993.